# Édouard Hippolyte Alexandre Gerardin
Édouard Hippolyte Alexandre Gerardin (ur. 5 grudnia 1889 w Choisy-le-Roi - zm. 20 kwietnia 1936 w Rabacie) – francuski urzędnik konsularny i dyplomata.
Uzyskał licencjat w zakresie prawa i dyplom ukończenia Szkoły Nauk Politycznych. W 1914 wstąpił do francuskiej służby zagranicznej; m.in. pełnił funkcję attaché Wysokiego Komisarza w Waszyngtonie (1917), I sekretarza w Hadze (1920), konsula w Moguncji (1920), Gdańsku (1921-1923), Bangkoku (1923-1925), konsula generalnego w Rabacie (1935).
Otrzymał Legię Honorową (1925, 1935).